# Liste der Baudenkmäler in Mönchengladbach (Denkmäler D–F)
Die Liste der Baudenkmäler in Mönchengladbach (Denkmäler D–F) enthält die denkmalgeschützten Bauwerke auf dem Gebiet der Stadt Mönchengladbach in Nordrhein-Westfalen (Stand: 8. Juni 2021). Diese Baudenkmäler sind in der Denkmalliste der Stadt Mönchengladbach eingetragen; Grundlage für die Aufnahme ist das Denkmalschutzgesetz Nordrhein-Westfalen (DSchG NRW).

Baudenkmäler sind „Denkmäler, die aus baulichen Anlagen oder Teilen baulicher Anlagen bestehen“.
Die Denkmalliste der Stadt Mönchengladbach umfasst 1000 Baudenkmäler, darunter 651 Wohnhäuser, 79 Wohn- und Geschäftshäuser, 65 Kirchen, Kapellen oder Klöster, 62 öffentliche Gebäude, 45 Kleindenkmäler, 39 Hofanlagen, 18 Wehranlagen, Burgen oder Adelssitze, 17 Geschäftshäuser, Verwaltungsgebäude oder handwerkliche Betriebe, 16 Industrieanlagen sowie acht Friedhöfe.

## Baudenkmäler
Die Liste umfasst, falls vorhanden, eine Fotografie des Denkmals, als Bezeichnung falls vorhanden den Namen, sonst kursiv den Gebäudetyp, den Ortsteil in der das Baudenkmal liegt und die Adresse, das Datum der Unterschutzstellung und die Eintragungsnummer der unteren Denkmalbehörde der Stadt Mönchengladbach. Der Name entspricht dabei der Bezeichnung durch die untere Denkmalbehörde der Stadt Mönchengladbach. Abkürzungen wurden zum besseren Verständnis aufgelöst, die Typografie an die in der Wikipedia übliche angepasst und Tippfehler korrigiert.
| Bild                             | Bezeichnung                      | Lage                                    | Beschreibung                                                   | Bauzeit                             | Denkmal- nummer | Eintragung Aktenzeichen |
| -------------------------------- | -------------------------------- | --------------------------------------- | -------------------------------------------------------------- | ----------------------------------- | --------------- | ----------------------- |
| Wohnhaus                         | Wohnhaus                         | Düsseldorfer Straße 118 Lage            | Siehe Düsseldorfer Straße 118 (Mönchengladbach)                | 3. Viertel des 19. Jahrhunderts     | D 001           | 4. Dezember 1984        |
| Fachwerkhaus                     | Fachwerkhaus                     | Dammer Straße 51 Lage                   | Siehe Dammer Straße 51 (Mönchengladbach)                       | 2. Hälfte des 18. Jahrhunderts      | D 002           | 4. Dezember 1984        |
| Fachwerkhaus                     | Fachwerkhaus                     | Dünner Straße 273 Lage                  | Siehe Dünner Straße 273 (Mönchengladbach)                      | 2. Hälfte des 18. Jahrhunderts      | D 003           | 4. Dezember 1984        |
| Wohnhaus                         | Wohnhaus                         | Düsseldorfer Straße 114 Lage            | Siehe Düsseldorfer Straße 114 (Mönchengladbach)                | Mitte des 19. Jahrhunderts          | D 004           | 4. Dezember 1984        |
| Wohnhaus                         | Wohnhaus                         | Düsseldorfer Straße 27 Lage             | Siehe Düsseldorfer Straße 27 (Mönchengladbach)                 | 1899                                | D 005           | 4. Dezember 1984        |
| ehemalige Textilfabrik Hammersen | ehemalige Textilfabrik Hammersen | Dahlener Straße 562, 570 Lage           | Siehe Textilfabrik Hammersen                                   | 1905 / 1906, erweitert 1910 u. 1916 | D 006           | 14. Mai 1985            |
| Kapelle                          | Kapelle                          | Dorthausen 35 Lage                      | Siehe Zum heiligen Josef (Dorthausen)                          | 1900                                | D 007           | 2. Juni 1987            |
| Fachwerkhaus                     | Fachwerkhaus                     | Donker Straße 180 Lage                  | Siehe Donker Straße 180 (Mönchengladbach)                      | 18. Jh.                             | D 008           | 2. Juni 1987            |
| Kirche                           | Kirche                           | Dammer Straße 157 Lage                  | Siehe Klosterkirche Neuwerk                                    | ab 12. Jahrhundert                  | D 009 a         | 15. Dezember 1987       |
| weitere Bilder                   | Kloster Neuwerk mit Kreuzgang    | Dammer Straße 159, 165 Lage             | Siehe Kloster Neuwerk (Mönchengladbach)                        | an 12. Jahrhundert                  | D 009 b         | 15. Dezember 1987       |
| Wohnhaus                         | Wohnhaus                         | Düsseldorfer Straße 47 Lage             | Siehe Düsseldorfer Straße 47 (Mönchengladbach)                 | 1897                                | D 010           | 3. November 1993        |
| Wohnhaus                         | Wohnhaus                         | Dohrer Straße 477 Lage                  | Siehe Dohrer Straße 477 (Mönchengladbach)                      | 1908                                | D 011           | 3. November 1993        |
| Schule mit Turnhalle             | Schule mit Turnhalle             | Dohler Straße 12 Lage                   | Siehe Schule Dohler Straße                                     | 1909/1910 u. 1922                   | D 012           | 3. November 1993        |
| Wegekreuz                        | Wegekreuz                        | Feldweg Wanlo-Borschemich Lage          | Siehe Wegekreuz Wanlo                                          | 1766                                | D 013           | 18. August 1994         |
| Stellwerk (Bahnhof Geneicken)    | Stellwerk (Bahnhof Geneicken)    | Düsseldorfer Straße 1a Lage             | Siehe Bahnhof Rheydt-Geneicken#Stellwerke                      | um 1900                             | D 014           | 3. Mai 1988             |
| Wohnhaus                         | Wohnhaus                         | Düsseldorfer Straße 25 Lage             | Siehe Düsseldorfer Straße 25 (Mönchengladbach)                 | 1899                                | D 018           | 8. Februar 1994         |
| Wohnhaus                         | Wohnhaus                         | Düsseldorfer Straße 108 Lage            | Siehe Düsseldorfer Straße 108 (Mönchengladbach)                | 1899                                | D 023           | 14. September 1993      |
| Wohnhaus                         | Wohnhaus                         | Düsseldorfer Straße 112 Lage            | Siehe Düsseldorfer Straße 112 (Mönchengladbach)                | 1899                                | D 024           | 14. September 1993      |
| Schule                           | Schule                           | Dünner Straße 163 Lage                  | Siehe Dünner Straße 163 (Mönchengladbach)                      | Dreiviertel des 19. Jahrhunderts    | D 025           | 9. Oktober 1995         |
| Honschaftskapelle                | Honschaftskapelle                | Dünner Straße 130 Lage                  | Siehe Honschaftskapelle Dünn                                   | Mitte des 19. Jahrhunderts          | D 026           | 10. Oktober 1995        |
| Wohnhaus                         | Wohnhaus                         | Dohler Straße 223 Lage                  | Siehe Dohler Straße 223 (Mönchengladbach)                      | 1914                                | D 027           | 29. August 2012         |
| Gaststätte (ehemalige Hofanlage) | Gaststätte (ehemalige Hofanlage) | Eickener Straße 163 Lage                | Siehe Eickener Straße 163 (Mönchengladbach)                    | 17. Jh.                             | E 001           | 4. Dezember 1984        |
| Wohnhaus                         | Wohnhaus                         | Eickener Straße 44 Lage                 | Siehe Eickener Straße 44 (Mönchengladbach)                     | Ende des 19. Jahrhunderts           | E 002           | 4. Dezember 1984        |
| Wohnhaus                         | Wohnhaus                         | Eickener Straße 137 Lage                | Siehe Eickener Straße 137 (Mönchengladbach)                    | Jahrhundertwende                    | E 003           | 4. Dezember 1984        |
| Wohngeschäftshaus                | Wohngeschäftshaus                | Eickener Straße 85 Goethestraße 42 Lage | Siehe Eickener Straße 85 (Mönchengladbach)                     | Jahrhundertwende                    | E 004           | 4. Dezember 1984        |
| Wohnhaus                         | Wohnhaus                         | Eickener Höhe 18 Lage                   | Siehe Eickener Höhe 18 (Mönchengladbach)                       | 1880                                | E 005           | 14. Mai 1985            |
| Priorhaus Neuwerk                | Priorhaus Neuwerk                | Engelblecker Straße 385 Lage            | Siehe Priorhaus Neuwerk                                        | 1771                                | E 006           | 24. September 1985      |
| Wohngeschäftshaus                | Wohngeschäftshaus                | Eickener Straße 125 Lage                | Siehe Eickener Straße 125 (Mönchengladbach)                    | Jahrhundertwende                    | E 007           | 14. Oktober 1986        |
| Wohngeschäftshaus                | Wohngeschäftshaus                | Eickener Straße 86 Lage                 | Siehe Eickener Straße 86 (Mönchengladbach)                     | 1906                                | E 008           | 26. Januar 1989         |
| Fachwerkhaus                     | Fachwerkhaus                     | Eickener Straße 157 Lage                | Siehe Eickener Straße 157 (Mönchengladbach)                    | 1786                                | E 009           | 15. Dezember 1987       |
| Wohngeschäftshaus                | Wohngeschäftshaus                | Eickener Straße 191 Lage                | Siehe Eickener Straße 191 (Mönchengladbach)                    | Jahrhundertwende                    | E 010           | 13. September 1988      |
| Wohnhaus                         | Wohnhaus                         | Eickener Höhe 1 Lage                    | Siehe Eickener Höhe 1 (Mönchengladbach)                        | 1902/1903                           | E 011           | 13. September 1988      |
| Wohnhaus                         | Wohnhaus                         | Eickener Straße 44 a Lage               | Siehe Eickener Straße 44 a (Mönchengladbach)                   | 1880                                | E 012           | 13. September 1988      |
| Wohngeschäftshaus                | Wohngeschäftshaus                | Eickener Straße 111 Lage                | Siehe Eickener Straße 111 (Mönchengladbach)                    | Jahrhundertwende                    | E 013           | 13. September 1988      |
| Wohngeschäftshaus                | Wohngeschäftshaus                | Eickener Straße 185 Lage                | Siehe Eickener Straße 185 (Mönchengladbach)                    | 1908–1914                           | E 014           | 13. September 1988      |
| Wohn- und Bürohaus               | Wohn- und Bürohaus               | Eickener Straße 187/189 Lage            | Siehe Eickener Straße 187–189 (Mönchengladbach)                | 1909–1910                           | E 015           | 13. September 1988      |
| Wohngeschäftshaus                | Wohngeschäftshaus                | Eickener Straße 193 Lage                | Siehe Eickener Straße 193 (Mönchengladbach)                    | 1897                                | E 016           | 13. September 1988      |
| Wohnhaus                         | Wohnhaus                         | Eickener Straße 195 Lage                | Siehe Eickener Straße 195 (Mönchengladbach)                    | 1894                                | E 017           | 13. September 1988      |
| Wohnhaus mit Garagenanbau        | Wohnhaus mit Garagenanbau        | Elektrizitätsstraße 35 Lage             | Siehe Elektrizitätsstraße 35 (Mönchengladbach)                 | Jahrhundertwende                    | E 018           | 29. August 1988         |
| Maschinenhalle                   | Maschinenhalle                   | Elektrizitätsstraße 25 Lage             | Siehe Elektrizitätsstraße 25 (Mönchengladbach)                 | Jahrhundertwende                    | E 019           | 29. August 1988         |
| Wohngeschäftshaus                | Wohngeschäftshaus                | Eickener Straße 93 Lage                 | Siehe Eickener Straße 93 (Mönchengladbach)                     | Jahrhundertwende                    | E 020           | 26. Januar 1989         |
| Wohnhaus                         | Wohnhaus                         | Eickener Straße 135 Lage                | Siehe Eickener Straße 135 (Mönchengladbach)                    | um 1900                             | E 021           | 26. Januar 1989         |
| Wohnhaus                         | Wohnhaus                         | Eickener Straße 59 Lage                 | Siehe Eickener Straße 59 (Mönchengladbach)                     | 1880/1885                           | E 022           | 7. August 1990          |
| Fachwerkhaus                     | Fachwerkhaus                     | Engelblecker Straße 137 Lage            | Siehe Engelblecker Straße 137 (Mönchengladbach)                | 18. Jh.                             | E 023           | 1. März 1990            |
| Wohngeschäftshaus                | Wohngeschäftshaus                | Eickener Straße 133 Lage                | Siehe Eickener Straße 133 (Mönchengladbach)                    | 1910                                | E 024           | 27. Februar 1991        |
| Backstein-Hofanlage              | Backstein-Hofanlage              | Engelsholt 143 Lage                     | Siehe Engelsholt 143 (Mönchengladbach)                         | 1812                                | E 025           | 26. Februar 1991        |
| Schule mit zwei Wohnhäusern      | Schule mit zwei Wohnhäusern      | Eickener Straße 309-313 Lage            | Siehe Eickener Straße 309-313 (Mönchengladbach)                | 1898                                | E 026           | 18. September 1991      |
| jüdischer Friedhof               | jüdischer Friedhof               | Eifelstraße Lage                        | Siehe Jüdischer Friedhof (Rheydt)                              | vor 1840                            | E 027           | 24. August 1994         |
| Hochkreuz Friedhof               | Hochkreuz Friedhof               | Engelblecker Straße Lage                | Siehe Hochkreuz Friedhof Neuwerk                               | 1833                                | E 028           | 10. Oktober 1995        |
| weitere Bilder                   | Hauptbahnhof                     | Europaplatz 1 Lage                      | Siehe Mönchengladbach Hauptbahnhof                             | Ende des 19. Jahrhunderts           | E 029           | 6. Februar 1991         |
| Grabkreuze                       | Grabkreuze                       | Engelblecker Straße Lage                | Siehe Grabkreuze Neuwerk                                       | 17./18. Jahrhundert                 | E 030           | 14. August 2009         |
| Fachwerkhofanlage                | Fachwerkhofanlage                | Friedensstraße 160 Lage                 | Siehe Friedensstraße 160 (Mönchengladbach)                     | 1738                                | F 001           | 4. Dezember 1984        |
| Wohnhaus                         | Wohnhaus                         | Ferdinandstraße 11 Lage                 | Siehe Ferdinandstraße 11 (Mönchengladbach)                     | Jahrhundertwende                    | F 002           | 4. Dezember 1984        |
| Wohnhaus                         | Wohnhaus                         | Ferdinandstraße 17 Lage                 | Siehe Ferdinandstraße 17 (Mönchengladbach)                     | Jahrhundertwende                    | F 003           | 4. Dezember 1984        |
| Fachwerkhofanlage                | Fachwerkhofanlage                | Friedensstraße 168/168 a/170 Lage       | Siehe Friedensstraße 168-170 (Mönchengladbach)                 | Jahrhundertwende                    | F 004           | 4. Dezember 1984        |
| Wohnhaus                         | Wohnhaus                         | Ferdinandstraße 6 Lage                  | Siehe Ferdinandstraße 6 (Mönchengladbach)                      | Ende des 19. Jahrhunderts           | F 005           | 4. Dezember 1984        |
| Wohnhaus                         | Wohnhaus                         | Friedrich-Ebert-Straße 243 Lage         | Siehe Friedrich-Ebert-Straße 243 (Mönchengladbach)             | 1897                                | F 006           | 4. Dezember 1984        |
| Wohnhaus                         | Wohnhaus                         | Ferdinandstraße 8 Lage                  | Siehe Ferdinandstraße 8 (Mönchengladbach)                      | 1891                                | F 008           | 14. Mai 1985            |
| Wohnhaus                         | Wohnhaus                         | Ferdinandstraße 1 Lage                  | Siehe Ferdinandstraße 1 (Mönchengladbach)                      | um 1910                             | F 009           | 24. September 1985      |
| Wohnhaus (Villa)                 | Wohnhaus (Villa)                 | Friedensstraße 221 Lage                 | Siehe Friedensstraße 221 (Mönchengladbach)                     | 1828                                | F 010           | 24. September 1985      |
| Wohnhaus                         | Wohnhaus                         | Friedrich-Ebert-Straße 101 Lage         | Siehe Friedrich-Ebert-Straße 101 (Mönchengladbach)             | Mitte des 19. Jahrhunderts          | F 011           | 15. Dezember 1987       |
| Wohn- und Praxishaus             | Wohn- und Praxishaus             | Friedrich-Ebert-Straße 82/84 Lage       | Siehe Friedrich-Ebert-Straße 82–84 (Mönchengladbach)           | 1858–1861                           | F 012           | 2. Juni 1987            |
| Wohngeschäftshaus                | Wohngeschäftshaus                | Friedrich-Ebert-Straße 90 Lage          | Siehe Friedrich-Ebert-Straße 90 (Mönchengladbach)              | 1889–1890                           | F 013           | 2. Juni 1987            |
| Wohngeschäftshaus                | Wohngeschäftshaus                | Friedrich-Ebert-Straße 97 Lage          | Siehe Friedrich-Ebert-Straße 97 (Mönchengladbach)              | 2. Hälfte des 19. Jahrhunderts      | F 014           | 2. Juni 1987            |
| Wohngeschäftshaus                | Wohngeschäftshaus                | Friedrich-Ebert-Straße 99 Lage          | Siehe Friedrich-Ebert-Straße 99 (Mönchengladbach)              | 2. Hälfte des 19. Jahrhunderts      | F 015           | 2. Juni 1987            |
| Wohnhaus                         | Wohnhaus                         | Friedrich-Ebert-Straße 115 Lage         | Siehe Friedrich-Ebert-Straße 115 (Mönchengladbach)             | 2. Hälfte des 19. Jahrhunderts      | F 016           | 2. Juni 1987            |
| Wohngeschäftshaus                | Wohngeschäftshaus                | Friedrich-Ebert-Straße 100 Lage         | Siehe Friedrich-Ebert-Straße 100 (Mönchengladbach)             | 1841                                | F 017           | 2. Juni 1987            |
| Wohnhaus                         | Wohnhaus                         | Friedrich-Ebert-Straße 59 Lage          | Siehe Friedrich-Ebert-Straße 59 (Mönchengladbach)              | 1897                                | F 018           | 5. Februar 1990         |
| Wohnhaus                         | Wohnhaus                         | Freiheitsstraße 28 Lage                 | Siehe Freiheitsstraße 28 (Mönchengladbach)                     | 1911                                | F 019           | 7. Juli 1992            |
| Wohnhaus                         | Wohnhaus                         | Freiheitsstraße 31 Lage                 | Siehe Freiheitsstraße 31 (Mönchengladbach)                     | 1906, 1923                          | F 020           | 7. Juli 1992            |
| Wohnhaus                         | Wohnhaus                         | Franziskanerstraße 8 Lage               | Siehe Franziskanerstraße 8 (Mönchengladbach)                   | 1907                                | F 021           | 9. März 1994            |
| Wohnhaus                         | Wohnhaus                         | Franziskanerstraße 10 Lage              | Siehe Franziskanerstraße 10 (Mönchengladbach)                  | 1912                                | F 022           | 9. März 1994            |
| Wohnhaus                         | Wohnhaus                         | Franziskanerstraße 12 Lage              | Siehe Franziskanerstraße 12 (Mönchengladbach)                  | 1912                                | F 023           | 9. März 1994            |
| Wohnhaus                         | Wohnhaus                         | Friedensstraße 210 Lage                 | Siehe Friedensstraße 208-210 (Mönchengladbach)                 | um 1880                             | F 024           | 23. August 1994         |
| Wohnhaus                         | Wohnhaus                         | Ferdinandstraße 2 Lage                  | Siehe Ferdinandstraße 2 (Mönchengladbach)                      | 1891                                | F 025           | 7. September 1995       |
| Wohnhaus                         | Wohnhaus                         | Ferdinandstraße 4 Lage                  | Siehe Ferdinandstraße 4 (Mönchengladbach)                      | 1891                                | F 026           | 7. September 1995       |
| Wohnhaus                         | Wohnhaus                         | Ferdinandstraße 10 Lage                 | Siehe Ferdinandstraße 10 (Mönchengladbach)                     | 1898                                | F 027           | 7. September 1995       |
| Wohnhaus                         | Wohnhaus                         | Ferdinandstraße 10 a Lage               | Siehe Ferdinandstraße 10a (Mönchengladbach)                    | 1898                                | F 028           | 7. September 1995       |
| Wohnhaus                         | Wohnhaus                         | Ferdinandstraße 12 Lage                 | Siehe Ferdinandstraße 12 (Mönchengladbach)                     | 1897                                | F 029           | 7. September 1995       |
| Wohnhaus                         | Wohnhaus                         | Ferdinandstraße 13 Lage                 | Siehe Ferdinandstraße 13 (Mönchengladbach)                     | 1898                                | F 030           | 7. September 1995       |
| Wohnhaus                         | Wohnhaus                         | Ferdinandstraße 14 Lage                 | Siehe Ferdinandstraße 14 (Mönchengladbach)                     | 1898                                | F 031           | 7. September 1995       |
| Wohnhaus                         | Wohnhaus                         | Ferdinandstraße 15 Lage                 | Siehe Ferdinandstraße 15 (Mönchengladbach)                     | 1898                                | F 032           | 7. September 1995       |
| Wohnhaus                         | Wohnhaus                         | Ferdinandstraße 16 Lage                 | Siehe Ferdinandstraße 16 (Mönchengladbach)                     | 1898                                | F 033           | 7. September 1995       |
| Wohnhaus                         | Wohnhaus                         | Ferdinandstraße 19 Lage                 | Siehe Ferdinandstraße 19 (Mönchengladbach)                     | 1898                                | F 034           | 7. September 1995       |
| Wohnhaus                         | Wohnhaus                         | Franziskanerstraße 19 Lage              | Siehe Franziskanerstraße 19 (Mönchengladbach)                  | A. 20. Jh.                          | F 035           | 1. August 2011          |
| Schulgebäude                     | Schulgebäude                     | Friesenstraße Lage                      | zweites Schulgebäude der Katholischen Westschule Giesenkirchen | 1925/26                             | F 036           | 29. August 2016         |
| Schulgebäude                     | Schulgebäude                     | Friesenstraße 34 Lage                   | erstes Schulgebäude der Katholischen Westschule Giesenkirchen  | 1890                                | F 037           | 29. August 2016         |